# 제임스 리마
윌리엄 제임스 리마(영어: William James Remar, 1953년 12월 31일 ~ )는 미국의 배우이다.

## 출연 작품

### 영화
- 워리어 (1979)
- 48시간 (1982)
- 코튼 클럽 (1984)
- 34번가의 기적 (1994)
- 장고: 분노의 추적자 (2012) - 부치 푸치 / 에이스 스펙 역
- Feed (2017) - 톰 역
- 노엘 다이어리 (2022) - 스콧 터너 역
- 오펜하이머 (2023)

### 텔레비전
- 섹스 앤 더 시티 (2001-04)
- 덱스터 (2006-13)
- 고담 (2017)
- 블랙 라이트닝 (2018-21)